# NGC 2559
NGC 2559 este o galaxie spirală situată în constelația Pupa. A fost descoperită în 5 februarie 1837 de către John Herschel. Se află la o distanță de 21,89 de megaparseci de Pământ.